# Македонче (1949 – 1953)
„Македонче“ е месечно детско списание, издавано от 1949 до 1953 година, за децата бежанци от Егейска Македония в Румъния и другите източноевропейски комунистически страни.
Първоначално „Македонче“ се списва пише на скопската литературна норма, а по-късно според нормата на Атанас Пейков и Ставро Кочев - на леринско-костурски диалект с употребата на българската азбука.
Главен редактор е първоначално е Христо Поптраянов, а по-късно Павле Калков. В редакционния колектив освен Калков влизат Алеко Дуковски, Петре Калабов и други. Списанието е използвано за учебник от малките деца поради липса на други пособия.
Първият брой на списанието излиза в август 1949 година на 28 страници във формат 20 х 26. Вторият брой излиза в октомври 1949 година, в същия формат на 32 страници и с по-голям брой материали. Третият брой е отпечатен на 49 страници в декември 1949 година. В 1950 година са отпечатани три броя - в януари, юли и декември, еднакви с тези от предходната година. B 1951 година са отпечатани пет броя, а в 1952 и 1953 година по дванадесет броя, същия формат, но с различен брой страници. Излизат общо 35 броя.